# 김대식 (뮤지컬 배우)
김대식(1993년 11월 19일 ~ )은 대한민국의 뮤지컬 배우다. 2018년 뮤지컬 '라이트 플라이어'로 데뷔했다.

## 방송
- 더블 캐스팅 (2020) - Top71

## 공연
- 라이트 플라이어 (2018)
- 시라노 (2019)
- 베르테르 (2020)
- 리차드 3세 - 미친왕 이야기 (2020)
- 고코로 (2021)
- 스프링 어웨이크닝 (2021)
- 모래시계 (2022)
- 시라노 (2024)
- 라이카 (2025)